# Pierre-Paul Grassé
Pierre-Paul Grassé ( Périgheux, Dordoña, 27 de noviembre de 1895 - París 9 de julio de 1985) fue un biólogo, zoólogo, y paleontólogo francés, autor de más de 300 publicaciones, entre las cuales destaca un importante tratado de Zoología.

## Carrera
Doctor en Ciencias Biológicas, fue ayudante en la Universidad de Montpellier (1920), y profesor en la Universidad de Clermont-Ferrand (1929) y en la Facultad de Ciencias de la Universidad de la Sorbona en París (1937), donde en 1941 pasó a ser titular de la cátedra de Evolución de los Seres Organizados. Colaboró activamente en la creación de diversos centros de investigación en su país y en el extranjero, así como en varias revistas científicas. Tuvo una doble especialidad zoológica, pues su vida la dividió entre el cultivo de la protozoología y la entomología, publicando numerosos trabajos sobre protozoos y sobre insectos sociales.
Entre sus principales trabajos científicos figuran:
- La puesta de manifiesto, por primera vez —mediante el microscopio electrónico—, de la ultraestructura de los cromosomas y del aparato de Golgi, y de la duplicación a distancia, a partir de un modelo, de los centríolos y del aparato de Golgi
- El estudio de la estructura y ultraestructura de los protozoos
- El análisis de la pleuromitosis
- El descubrimiento del efecto de grupo
- El descubrimiento de la regulación social
- El descubrimiento de la doble simbiosis hongo-protozoo
- La elaboración de la teoría de la Estigmergia

## Publicaciones selectas
- Parasites et parasitisme. 224 pp. 1934
- Précis de Biologie Animale. viii + 1016 pp. – 2.ª edición revisada en 1939, 3.ª edición en 1947, 4.ª edición en 1948, 5.ª edición en 1957, 6.ª edición en 1962, 7.ª edición en 1966. Con Max Aron, 1935
- Précis de Biologie Generale. Con Etienne Wolff, 1958
- Traité de Zoologie (fundador, director y redactor parcial; 35 volúmenes aparecidos desde 1948)
- La vie (dirección y redacción parcial, 1960)
- Zoologie. Con A. Tétry, dos vols. Gallimard (Paris), colección enciclopédica de la Pléiade: xx + 1244 pp. & xvi + 1040 pp. 1963
- La vie des animaux. Dirección y redacción parcial, 1968
- Le plus beau Bestiaire du monde. 1969
- Toi, ce petit dieu. 1971
- L'Evolution du vivant, matériaux pour une nouvelle théorie transformiste. 1973 - (una crítica del darwinismo)
- Biologie moléculaire, mutagenèse et évolution. 1978. Masson, París : 117 pp. ISBN 2-225-49203-4
- L'Homme en accusation : de la biologie à la politique. 1980. Albin Michel, París : 354 pp. ISBN 2-226-01054-8
- Termitologia. Vol. I: Anatomie Physilogie Reproduction, 676 pp.; Vol. II: Fondation des Sociétés Construction, 613 pp.; Vol. III: Comportement Socialité Écologie Évolution Systématique. 715 pp. 1982-1986. París: Masson.

## Algunas obras editadas en España
- Grassé, Pierre Paul (1988). El hombre, ese dios en miniatura. Ediciones Orbis, S.A. ISBN 978-84-7634-188-9.
- - (1985). Zoología. Tomo 1. Invertebrados. Masson, S.A. ISBN 978-84-311-0200-5.
- - (1984). Evolución de lo viviente. Hermann Blume. ISBN 978-84-7214-290-9.
- - (1982). Manual de Zoología. Tomo 1. Invertebrados. Masson, S.A. ISBN 978-84-311-0307-1.
- - (1982). Manual de Zoología. Tomo 2. Vertebrados. Masson, S.A. ISBN 978-84-311-0308-8.
- - (1980). Zoología (Vertebrados tercera parte) (Tomo 4). Masson, S.A. ISBN 978-84-311-0270-8.
- - (1978). Zoología. (Vertebrados, segunda parte) (Tomo 3). Masson, S.A. ISBN 978-84-311-0233-3.
- - (1977). Evolución de lo viviente. Hermann Blume. ISBN 978-84-7214-126-1.
- - (1977). El hombre ese Dios en miniatura. Hermann Blume. ISBN 978-84-7214-123-0.
- - (1970). Biología general. Masson, S.A. ISBN 978-84-311-0031-5.
- - (-). Zoología. Masson, S.A. ISBN 978-84-311-0199-2.

## Honores
- miembro de la Academia Francesa de las Ciencias el 29 de noviembre de 1948 (sección de anatomía y zoología y en 1976 de la sección de biología animal y vegetal). En 1967 fue nombrado Presidente de dicha Academia.
- La abreviatura «Grassé» se emplea para indicar a Pierre-Paul Grassé como autoridad en la descripción y clasificación científica de los vegetales.[1]

## Abreviatura (zoología)
La abreviatura Grassé  se emplea para indicar a Pierre-Paul Grassé como autoridad en la descripción y taxonomía en zoología.